# Interestatal 95 (Rhode Island)
La Interestatal 95 (abreviada I-95) es una autopista Interestatal ubicada en el estado de Rhode Island. La autopista inicia en el Sur desde la I 95     en North Stonington hacia el Norte en la I 95     en Attleboro. La autopista tiene una longitud de 69,7 km (43.3 mi).

## Historia
Antes de que se construyera cualquier parte de la Interestatal 95, el corredor diagonal de la Ruta 3 era una ruta muy transitada de la U.S. Route 1. En los años 1930, un segmento fue después construido hasta Connecticut y el suroccidente de Rhode Island, uniéndose a Old Mystic, CT hacia la Ruta 3 en Hopkinton. La existente Ruta 84 en Connecticut fue cambiada a una nueva ruta (ahora Ruta 184), y el segmento más corto en Rhode Island fue cambiado a Ruta 84.

## Mantenimiento
Al igual que las carreteras estatales, las rutas federales y el resto de autopistas interestatales, la Interestatal 95 es administrada y mantenida por el Departamento de Transporte de Rhode Island por sus siglas en inglés RIDOT.

## Cruces
La Interestatal 95 es atravesada principalmente por la  RI 4  en Warwick
  I 295  en Warwick
  RI 37  en Warwick
  RI 10  en Cranston
  US 1  en Providence
  I 195  US 6  en Providence
  RI 146  en Providence.